# A Última Ceia (Rubens)
A Última Ceia (1630-1631) é uma pintura a óleo de Peter Paul Rubens. Foi encomendado por Catherine Lescuyer como uma peça comemorativa para seu pai. Rubens criou-o como parte de um retábulo na Catedral de São Romualdo de Malinas em Mechelen.

## Temática
A Última Ceia, muito retratada na arte cristã foi a última refeição que, de acordo com os cristãos, Jesus dividiu com seus apóstolos em Jerusalém antes de sua crucificação. Ela é a base escritural para a instituição da Eucaristia, também conhecida como "Comunhão". A Última Ceia foi relatada pelos quatro evangelhos canônicos em Mateus 26:17–30, Marcos 14:12–26, Lucas 22:7–39 e João 13:1 até João 17:26. Além disso, ela aparece também em I Coríntios 11:23–26. O evento é comemorado na chamada Quinta-feira Santa.

## Descrição
Na pintura, Judas Iscariotes está vestido de azul voltando-se para o espectador e longe da mesa. Além de Jesus, a figura mais proeminente é Judas. Judas leva a mão direita à boca com os olhos, evitando o contato direto com as outras figuras da pintura, criando uma expressão nervosa. Jesus está vestido de vermelho e tem uma auréola amarela ao redor de sua cabeça com o rosto inclinado para cima.
Jesus está localizado centralmente na pintura cercado por seus discípulos com seis de cada lado, e ele segura um pão com uma taça de vinho à sua frente.  De todas as figuras, ele é o mais à luz, com as figuras à esquerda mais distantes sendo as mais na sombra. "A cena representa, portanto, uma mistura perfeita do significado teológico da Última Ceia", significando a mistura entre a bênção do pão e do vinho, ao mesmo tempo em que é fundamental no sentido de revelar a traição.